# Instrument transpositor
Un instrument transpositor és un instrument musical que no toca en la tonalitat real, és a dir, la nota que l'intèrpret executa no és la que realment se sent.
Els instruments transpositors s'anomenen sempre pel seu to d'afinació, és a dir, si en tocar la nota do a l'instrument se sent la nota fa, es diu que l'instrument està afinat en fa; si és un si bemoll, que l'instrument està afinat en si bemoll, etc.
- To d'escriptura: És el que està escrit en la partitura.
- To d'efecte: És el que realment se sent quan es toca en el to d'escriptura.

Els instruments transpositors són generalment en si bemoll o en mi bemoll. Quan executen un do, sonen un si bemoll o mi bemoll ([n 8es i] una 2a o 6a major baixa o rarament una 3a o 7a menor alta). Les excepcions comunes són:
- El clarinet en la. Quan executa un do, sona un la (una 3a menor baixa) i quan executa una escala major, sona una tònica sostinguda a la medianta (do-re-mi-fa-sol-la-si sona com la-si-do sostingut-re-mi-fa sostingut-sol sostingut).
- La flauta contralt en sol. Quan toca un do, sona un sol (una 4a justa baixa).
- El corn anglès o la trompa en fa. Quan toca un do, sona un fa (una 5a justa baixa).
- El contrafagot. Sona una 8a baixa.
- El xilòfon o la celesta. Sona una 8a alta.
- El glockenspiel. Sona dues 8es altes.
- Els instruments transpositors en:
  - Locrí: sonen una 2a menor menys baixa del seu to d'afinació.
  - Menor: sonen una 3a menor menys baixa del seu to d'afinació.
  - (mixo)lidí: sonen una 4a justa menys baixa o alta del seu to d'afinació.
  - Frigí: sonen una 3a major menys alta del seu to d'afinació.
  - Dóric: sonen una 2a major menys alta del seu to d'afinació.

A l'hora de fer transposicions escrites cal fixar-se en la tonalitat del compàs i buscar la relació tonal entre aquest (+2 sostinguts en el cas dels si bemoll i els seus modes o -2 bemolls en el cas dels re i els seus modes). Una vegada trobada la tonalitat de l'instrument transpositor s'afegeixen les notes en relació i només si s'alteren en relació les que ja hi ha alterades al text principal.